# خيرمان بينيلوس
خيرمان بينيلوس (بالإسبانية: Germán Pinillos)‏ هو مدرب كرة قدم ولاعب كرة قدم بيروفي في مركز الوسط، ولد في 6 أبريل 1972 في كاياو في بيرو. شارك مع منتخب بيرو لكرة القدم. أما مع النوادي، فقد لعب مع سبورت بويز ونادي سبورتينغ كريستال ونادي يونيفرسيتاريو.

## وصلات خارجية
- خيرمان بينيلوس على موقع قاعدة بيانات كرة القدم.إي يو (الإنجليزية)
- خيرمان بينيلوس على موقع ناشيونال فوتبول تيمز (الإنجليزية)